# Michel Danican Philidor
Pour les articles homonymes, voir Michel Danican Philidor (homonymie).
Michel Danican Philidor est un musicien né vers 1580 et mort vers 1651.

## Biographie
Il est le premier des Danican connus. On a dit que ses ancêtres étaient originaires d’Écosse et qu’ils portaient le sobriquet de « Duncan ». D’où la francisation du nom. Hautboïste, il sert probablement dans les armées du roi qui avaient séjourné en Dauphiné lors des guerres contre la Savoie, sous le maréchal de Lesdiguières.
Deux traditions justifient le nom de Philidor. La première fait provenir ce sobriquet des anciens bardes irlandais, les filidh ; l’autre, si l’on en croit la tradition rapportée par Laborde, serait due à Louis XIII, qui, se souvenant d’un Philidor hautboïste italien qu’il avait jadis admiré, Filidori, aurait surnommé Michel Filidor (devenu par la suite Philidor) en s'écriant : « J’ai trouvé un second Filidor ! ». Le monarque l’aurait alors nommé « ordinaire » de la musique de sa Chambre.